# 阿隆佐·康奈尔
阿隆佐·巴顿·康奈尔（英語：Alonzo Barton Cornell，1832年1月22日—1904年10月15日）是纽约州的政治人物和商人，也是康奈尔大学的创办人、企业家埃兹拉·康奈尔的儿子。

## 生平
康奈尔是商人埃兹拉·康奈尔的儿子，于1832年生于纽约州伊萨卡，曾就读于伊萨卡学院。 在十五岁时，他开始从事电报运营商。并成为了西联汇款的副总裁兼董事。1868年，康奈尔开始从事政治。1870至1878年，他担任纽约州共和党中央委员会主席。1873年，他成为纽约州众议员和众议员议长。1876年至1878年，他担任纽约市的海关测量员。随后，康奈尔获得共和党纽约州州长提名，并于1879年当选纽约州州长。在任州长期间，他的政府以节省公共开支而著称，他对拨款法案的否决是前所未有的。根据他的建议，纽约州成立了州卫生委员会和州铁路委员会，使妇女有资格担任学校官员，建立了妇女改革所，并修改了高利贷法律。
1881年，他不再连任州长的职务。1884年他撰写了父亲的传记，移居纽约，并与西联汇款公司保持联系。康奈尔于1904年去世，葬于康奈尔大学圣人礼拜堂。